# Shari Belafonte
Shari Belafonte née le 22 septembre 1954 est une actrice, modèle, écrivaine, scénariste et chanteuse américaine.

## Biographie
Elle est la fille d'Harry Belafonte.

## Filmographie

### Films
| Année | Titre                        | Rôle            |
| ----- | ---------------------------- | --------------- |
| 1982  | If You Could See What I Hear | Heather Johnson |
| 1982  | Le Promeneur de l'éternité   | Linda Flores    |
| 1984  | Overnight Sensation          | Daphne          |
| 1989  | Cannonball 3                 | Margaret        |
| 1990  | Murder by Numbers            | Lisa            |
| 1990  | Feu, Glace et Dynamite       | Serena          |
| 1997  | Mars                         | Doc Halliday    |

### Télévision
| Year      | Title                                               | Role               |
| --------- | --------------------------------------------------- | ------------------ |
| 1979      | ABC Weekend Specials                                |                    |
| 1981      | The Misadventures of Sheriff Lobo                   | Bank Teller        |
| 1981      | Pour l'amour du risque                              | Cleo               |
| 1982      | Trapper John, M.D.                                  | Maggie             |
| 1982      | Arnold et Willy                                     | Monique            |
| 1983–1988 | Hôtel                                               | Julie Gillette     |
| 1983      | Battle of the Network Stars                         | ABC Team           |
| 1983      | Family Feud                                         | Elle même          |
| 1984      | La croisière s'amuse                                | Terry Cook         |
| 1984      | Velvet                                              | Julie Rhodes       |
| 1984      | Battle of the Network Stars                         | Host               |
| 1985      | Matt Houston                                        | Joanna             |
| 1985      | The Midnight Hour                                   | Melissa Cavender   |
| 1986      | Kate's Secret                                       | Gail               |
| 1987      | Square One TV                                       | Elle même          |
| 1987      | The Late Show                                       | Elle même          |
| 1989      | The Women of Brewster Place                         | Caméo              |
| 1989      | Hanna-Barbera's 50th: A Yabba Dabba Doo Celebration | Elle même          |
| 1989      | Perry Mason: The Case of the All-Star Assassin      | Kathy Grant        |
| 1990      | Gravedale High                                      | Blanche            |
| 1991      | The Jaleel White Special                            | Elle même          |
| 1991–1993 | Beyond Reality                                      | Laura Wingate      |
| 1994      | Sonic the Hedgehog                                  | Lupé               |
| 1994      | French Silk                                         | Martine            |
| 1995      | The Heidi Chronicles                                | April Lambert      |
| 1996–1997 | Hé Arnold !                                         | Mrs. Johanssen     |
| 1997      | The Real Adventures of Jonny Quest                  | Diana Cruz         |
| 1998      | Babylon 5: Thirdspace                               | Elizabeth Trent    |
| 1998      | Loving Evangeline                                   | Ellen Beecham      |
| 2000      | The Octopus Show                                    | Narrator           |
| 2001      | Washington Police                                   | Esther Henderson   |
| 2003      | It's Christopher Lowell                             | Elle même          |
| 2004      | The Oprah Winfrey Show                              | Elle même          |
| 2008      | Nip/Tuck                                            | Catherine Wicke    |
| 2010      | Miami Medical                                       | Kimberly Davis     |
| 2016      | Hôpital central                                     | Mayor Janice Lomax |
| 2019      | The Morning Show                                    | Julia              |
| 2025      | NCIS : Enquêtes spéciales                           | Annabelle Davis    |

## Discographie
- Eyes Of Night (1987)
- Shari (1989)